# Marumba juvencus
Marumba juvencus là một loài bướm đêm thuộc họ Sphingidae. Nó được tìm thấy ở bán đảo Mã Lai, Sumatra và Borneo. The habitat consists of các khu rừng vùng đất thấp

## Hình ảnh
Loài này rất giống với 'Marumba sperchius' 'và' 'Marumba tigrina' '.

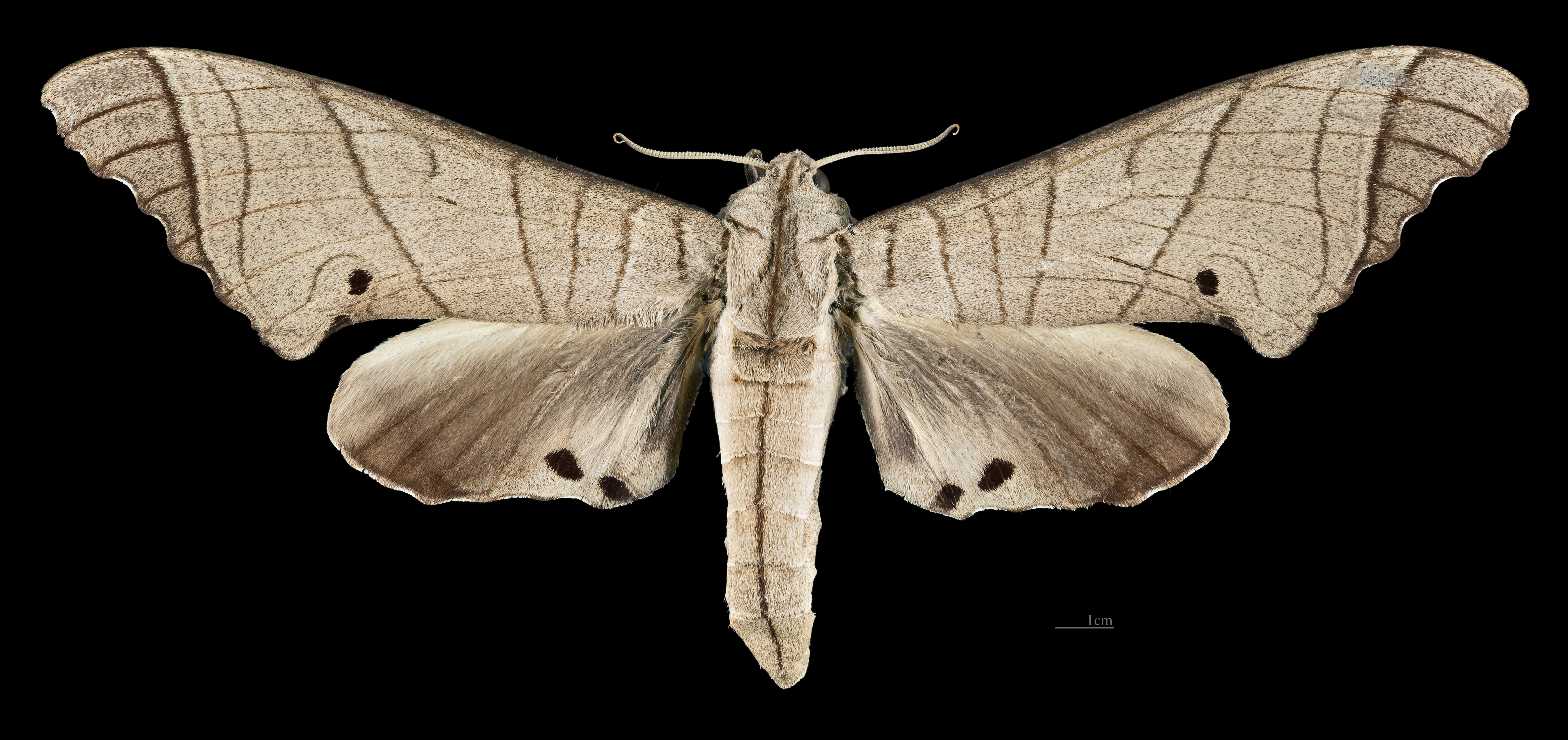
Marumba juvencus ♂
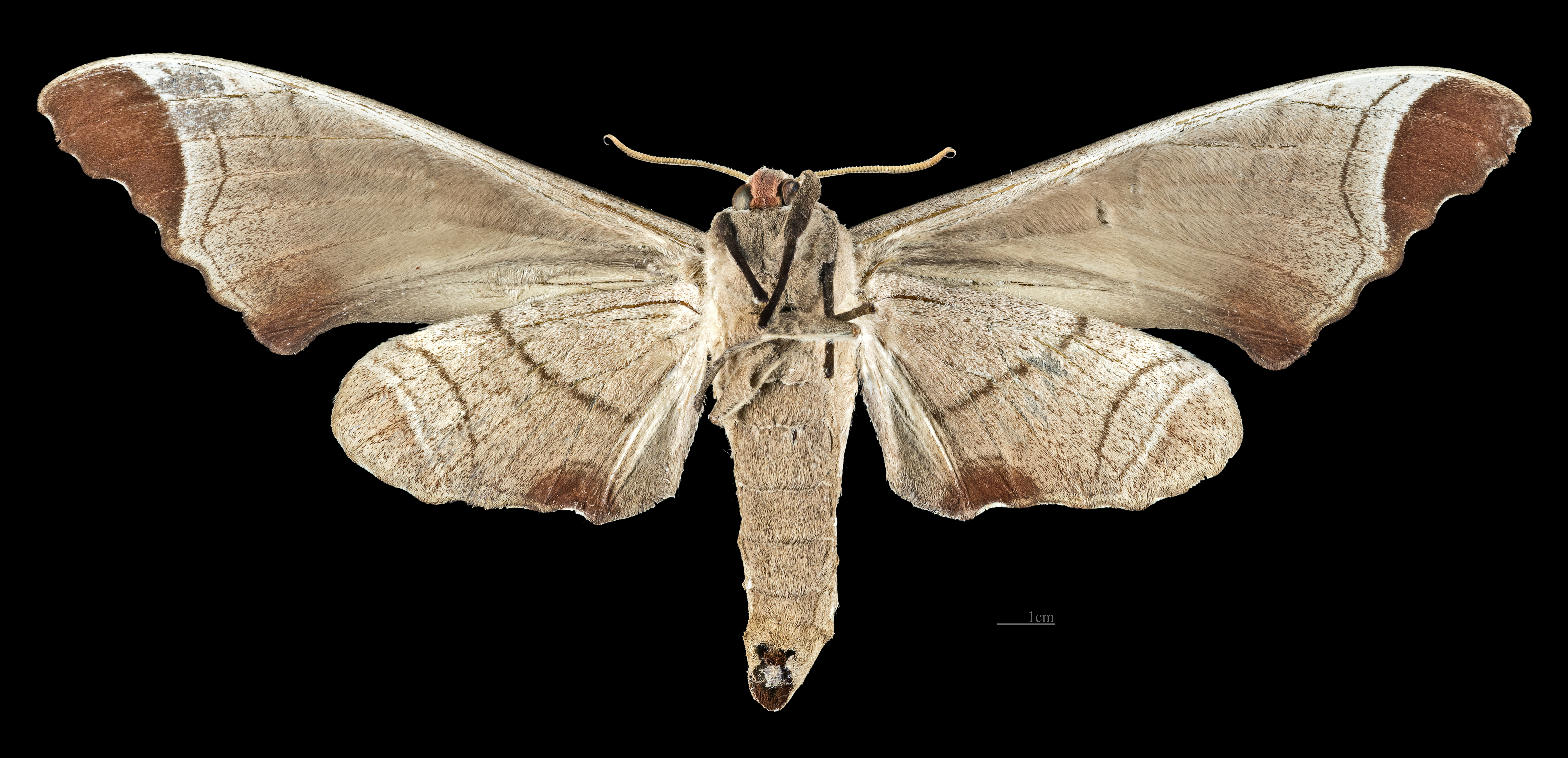
Marumba juvencus ♂ △